# Sergej Dmitrievič Vasil'ev
Sergej Dmitrievič Vasil'ev (in russo Сергей Дмитриевич Васильев?; Mosca, 4 novembre 1900 – 16 dicembre 1959) è stato un regista e sceneggiatore sovietico.

## Carriera
È stato un membro della giuria della Mostra d'arte cinematografica di Venezia nel 1958. Fu due volte membro della giuria del Festival di Cannes; nel 1956 e nel 1959, anno della sua morte. Proprio al Festival di Cannes nel 1955, l'anno precedente alla sua prima volta nella giuria, vinse il Prix de la mise en scène (premio al miglior regista) per Geroite na Shipka, film che concorreva per la Palma d'oro. È il suo film più popolare fra tutti quelli diretti.
Diresse in totale otto film. I premi due, Spjaščaja Krasavica (1930), adattamento della favola La bella addormentata nel bosco, e A Personal Affair (Ličnoe Delo), sono quasi sconosciuti. Seguiranno film che pian piano accresceranno la sua fama fino a Front, il suo film più conosciuto fino a quel momento. Dopo Front prende una pausa di ben dodici anni per poi tornare con il già citato Geroite na Shipka, presentato a Cannes.
Il suo ultimo film fu October Days (V dni Oktjabrja) del 1958, su Lenin e Stalin.
Sebbene i titoli dei film si possano tradurre, l'unico che uscì in Italia fu Čapaev, una biografia su Vasilij Ivanović Ćapaev. L'unico film di cui si accenna una traduzione non ufficiale è Geroite na Shipka, tradotto in Gli eroi di Shipka.
Solo Geroite na Shipka e October Days sono stati diretti esclusivamente da lui; gli altri sono stati realizzati in coppia con Georgij Nikolaevič Vasil'ev.

## Filmografia

### Regista
- Spjaščaja Krasavica (1930)
- A Personal Affair (Ličnoe Delo) (1932)
- Ciapaiev (Čapaev) (1934)
- The Defense of Volotchayevsk (Voločaevskie dni) (1937)
- The Defense of Tsaritsyn o Fortress of the Volga (Oborona Caricyna) (1942)
- Front (Front) (1943)
- Geroite na Shipka o Gli eroi di Shipka (Geroite na Shipka) (1955)
- October Days (V dni Oktjabrja) (1958)

### Sceneggiatore
- Ciapaiev (Čapaev) (1934)
- The Defense of Volotchayevsk (Voločaevskie dni) (1937)
- The Defense of Tsaritsyn o Fortress of the Volga (Oborona Caricyna) (1942)
- Front (Front) (1943)
- October Days (V dni Oktjabrja) (1958)
- The Queen of Spades (Pikovaja Dama) (1960)